# Santa Cruz Yancuitlalpan
Santa Cruz Yancuitlalpan är en ort i Mexiko.   Den ligger i kommunen Huaquechula och delstaten Puebla, i den sydöstra delen av landet, 100 km sydost om huvudstaden Mexico City. Santa Cruz Yancuitlalpan ligger 1 549 meter över havet och antalet invånare är 140.
Terrängen runt Santa Cruz Yancuitlalpan är platt åt sydost, men åt nordväst är den kuperad. Runt Santa Cruz Yancuitlalpan är det ganska tätbefolkat, med 139 invånare per kvadratkilometer. Närmaste större samhälle är Atlixco, 18,0 km nordost om Santa Cruz Yancuitlalpan. Omgivningarna runt Santa Cruz Yancuitlalpan är en mosaik av jordbruksmark och naturlig växtlighet.